# Fal·loteca islandesa
La fal·loteca islandesa o Museu fal·lològic d'Islàndia és un museu situat a Reykjavík que es caracteritza per posseir la més extensa col·lecció de penis de diferents espècies. Inicialment es trobava a Húsavík, al nord d'Islàndia, però fou traslladat a la capital d'aquest país nòrdic.
L'objectiu del museu és tenir els penis de totes les espècies de mamífers a Islàndia, fins i tot els de diferents espècies que es troben en perill d'extinció en aquest país. El museu també exhibeix alguns exemplars de penis de mamífers que no viuen a Islàndia i, a data de 2006, exhibia uns 245 espècimens exposats: trofeus de caça, penis embalsamats, en formol o dissecats. A més, posseeix representacions dels fal·lus de criatures folklòriques (com elfs, trolls, monstres marins, etc.) i obres artístiques relacionades.
Sigurður Hjartarson, antic professor d'Història en un institut de Reykjavík, va fundar el museu el 1997 i n'és l'actual director.

Placa del Museu Fal·lològic d'Islàndia

Al començament del 2011 el museu va obtenir un exemplar de penis d'Homo sapiens, donat per Paul Arason (amic del director del museu). El mateix va ser amputat del cadàver de Arason en una morgue sota la supervisió d'un metge.